# Pikkuluoto (ö i Satakunta)
Pikkuluoto är en ö i Finland. Den ligger i sjön Valkjärvi och i kommunen Påmark i den ekonomiska regionen  Björneborgs ekonomiska region  och landskapet Satakunta, i den sydvästra delen av landet, 230 km nordväst om huvudstaden Helsingfors. Öns största längd är 20 meter i sydöst-nordvästlig riktning.